# Ningaui yvonnae
Ningaui yvonnae är en pungdjursart som beskrevs av Kitchener, Stoddart och Thomas Charles Henry 1983. Ningaui yvonnae ingår i släktet Ningaui och familjen rovpungdjur. Inga underarter finns listade.

## Utseende
Arten når en kroppslängd (huvud och bål) av 4,6 till 5,7 cm, har en ungefär lika lång svans och väger 10 till 12 g. Den korta pälsen har huvudsakligen en brun färg och svansen är naken. Med sin spetsiga nos, de korta ovala öronen och de svarta ögonen påminner djuret om en näbbmus.

## Utbredning
Pungdjuret förekommer i flera från varandra skilda områden i södra Australien. Arten vistas där på gräsmarker som främst är täckta med gräs av släktet Spinifex.

## Ekologi
Ningaui yvonnae är aktiv på natten och vilar på dagen i underjordiska bon. Den vistas främst på marken men den kan klättra i den låga växtligheten. Individerna gräver med nosen i lövskiktet för att hitta föda. De rör sig vanligen långsamma men de springer iväg med flera skutt när de känner sig hotade. Arten äter olika ryggradslösa djur som skalbaggar, spindlar, nattfjärilar och deras larver och kackerlackor som kompletteras med små ödlor. Ningaui yvonnae undviker myror.
När honan inte är brunstig lever varje exemplar ensam. Hannar etablerar revir som överlappar med olika honors revir. Parningen sker under den australiska våren mellan augusti och oktober och honor kan vara brunstiga flera gångar under tiden. Det är troligen bara en säkerhetsåtgärd om en dräktighet skulle misslyckas. Allmänt har honor bara en kull per år. Hanne och hona hittar varandra med hjälp av särskilda parningsläten. Efter dräktigheten föds 5 till 7 ungar som lever under de första dagarna i honans pung (marsupium). Cirka 6 till 11 månader senare blir de könsmogna. Livslängden är sällan längre än 12 eller 14 månader. Därför består populationen under februari/mars till 97 procent av ungdjur.
Arten jagas främst av ormar och kanske av andra rovlevande djur.